# Заместител
Заместител е понятие от органичната химия, което включва атом или химична група, разположена на мястото на водороден атом от структурата на съответен цикличен или нецикличен въглеводород (оттук идва идеята за заместване).
Често за означаването на заместители се ползва наставката „-ил“, като например етил, фенил, хидроксил, аминометил и други, като мястото на заместителя, често се посочва посредством арабски числа. Това позволява различаването на изомерите на дадено химично съединение. По подобие на означаването на мястото в основното съединение, арабски числа се ползват и в името на по-сложните заместители. Така например за изключително комплексни заместители като "4,6-диамино-3-[4-амино-3,5-дихидрокси-6-(хидроксиметил)тетрахидропиран-2-ил]окси-2-хидрокси-циклохексоксил" има набор от правила известен като „Номенклатура за наименуване на органичните съединения“, чието съставяне, обогатяване и стандартизиране е задължение на „Международният съюз за чиста и приложна химия“ (IUPAC).